# 杨政道
杨政道（618年—653年），一名慜，是隋文帝杨坚的曾孙，隋煬帝杨广的孙子，齊王杨暕的遗腹子。
618年4月，江都发生政变，祖父隋炀帝、叔祖杨秀、父亲杨暕、叔父杨杲和两个哥哥、堂兄杨倓，都被宇文化及杀害，杨政道在此后出生。宇文化及被竇建德打敗後，楊政道和祖母蕭皇后落入窦建德手中。

## 生平
620年，東突厥的處羅可汗派人迎接蕭后及政道來東突厥，立杨政道為隋王，把留在東突厥境內的中原人交給杨政道管治，「有眾萬人，置百官，皆依隋制，居於定襄」。处罗可汗打算夺取并州以安置杨政道，但是其部下大多认为不可，处罗可汗说：“我父亲丧失国家，靠隋朝的扶持才得立为汗，如此大恩不能忘却。”处罗可汗没有来得及出兵便去世。
630年，唐朝出兵滅亡東突厥，杨政道和萧后返回中原，唐太宗封杨政道为员外散骑侍郎。贞观中，位至尚衣奉御，永徽三年卒。
子杨崇礼，唐太府卿、户部尚书。杨崇礼女嫁曹州参军辛某，生子辛景凑。唐玄宗時的大臣楊慎矜、杨慎名、楊慎餘是杨崇礼的儿子。